# Victor Delporte (1922-2017)
Victor Léonce Louis Delporte (Dour, 3 juni 1922 - Nijvel, 14 april 2017) was een Belgisch volksvertegenwoordiger.

## Levensloop
Delporte werd beroepshalve advocaat aan de balie van Bergen, waarna hij van 1977 tot 1989 vrederechter van de kantons Lens en Enghien was.
Voor de PSC was hij gemeenteraadslid van Dour. Van 1971 tot 1974 was hij tevens lid van de Kamer van volksvertegenwoordigers voor het arrondissement Bergen. Zijn grootvader Victor Delporte was eveneens politiek actief.